# Pieve di Santa Maria (Poppi)
La pieve di Santa Maria è una chiesa che si trova in località Buiano, a Poppi, in provincia di Arezzo.

## Storia e descrizione
La chiesa è una delle più antiche pievi del Casentino, documentata dai primi anni dell'XI secolo, sorse su un insediamento romano, come indica il toponimo Buiano, di origine latina. Infatti sotto la chiesa, già nel 1929 emerse un mosaico pavimentale romano a scacchi, mentre negli scavi del 1968 e in quelli del 1977 furono rinvenuti resti di un edificio termale pertinenti ad una mansio o a una villa rustica. La chiesa, sebbene ora ridotta ad una piccola navata, era in origine molto importante ed era molto più grande. Realizzata nel XII secolo, era articolata in tre navate divise da pilastri e concluse da tre absidi, con presbiterio rialzato e sotto di esso la cripta, quest'ultima ancora conservata. Con la fondazione del castello di Poppi Nel 1161 fu assegnata dall'Imperatore Federico Barbarossa all'abbazia di Capolona. Successivamente, a seguito della fondazione del castello di Poppi, perse importanza e soprattutto la funzione baricentrica che aveva avuto in passato.
La navata centrale della chiesa attuale è oggi ridotta a un terzo rispetto a quella originaria, come si può vedere osservando i resti della parete della faccAiata sulla strada, che oggi danno accesso a un prato che corrisponde in parte anche all'area delle scomparse navate laterali, e nel quale sono inoltre visibili resti dell'abside settentrionale e le fondamenta delle navate laterali.
All'interno si vedono tre archi per parte poggianti sui pilastri che originariamente davano accesso alle navate laterali, il cui paramento murario è costituito da piccoli conci di pietra alberese disposti a filaretto. La chiesa conserva l'abside maggiore e la cripta, che mantiene l'assetto primitivo, con tre piccole navate coperte da volte a crociera, e divise da quattro colonnine concluse da un'ampia abside semicircolare.